# گور وربینسکی
گریگور وربینسکی (به انگلیسی: Gregor Verbinski) (زاده ۱۶ مارس ۱۹۶۴) کارگردان فیلم، فیلم‌نامه‌نویس، تهیه‌کننده و موسیقی‌دان آمریکایی است. او بیشتر برای کارگردانی فیلم‌های حلقه، دزدان دریایی کارائیب و رنگو شناخته شده‌است. او برنده جایزه اسکار بهترین فیلم پویانمایی و نامزد جایزه گلدن گلوب بهترین فیلم پویانمایی برای کارش در رنگو شد.

## اوایل زندگی
وربینسکی در اوک ریج، تنسی، چهارمین فرزند از پنج فرزند لورت آن (با نام خانوادگی مک گاورن) و ویکتور وینسنت وربینسکی (یک فیزیکدان هسته ای) به دنیا آمد. پدرش لهستانی‌تبار بود. وربینسکی در اوایل کار خود در چندین گروه راک لس آنجلس فعال بود. او در گروه‌ها گیتار می‌نواخت.

## آثار کارگردانی
- شکار موش (۱۹۹۷)
- مکزیکی (۲۰۰۱)
- حلقه (۲۰۰۲)
- دزدان دریایی کارائیب: نفرین مروارید سیاه (۲۰۰۳)
- هواشناس (۲۰۰۵)
- دزدان دریایی کارائیب: صندوقچه مرد مرده (۲۰۰۶)
- دزدان دریایی کارائیب: پایان جهان (۲۰۰۷)
- رنگو (۲۰۱۱)
- رنجر تنها (۲۰۱۳)
- درمانی برای سلامتی (۲۰۱۶)
- موفق باشید، خوش بگذرانید و نمیرید (۲۰۲۶)